# Fabian M. Müller
Fabian M. Müller (auch Fabian M. Mueller, * 19. Januar 1983 in St. Gallen) ist ein Schweizer Jazzmusiker (Piano, Komposition, auch Celesta, Harmonium).

## Leben und Wirken
Müller erhielt mit sechs Jahren den ersten Musikunterricht auf der Violine. Mit neun Jahren folgte eine klassische Klavierausbildung. Zwischen 1999 und 2005 erhielt er Klavierunterricht in Jazz und klassischer Musik am Lehrerseminar Rorschach.
Müller arbeitete seit 2005 als professioneller Musiker in der Schweizer Jazzszene; erste Aufnahmen entstanden mit den Formationen Jalazz (mit Dušan Prusák, Jan Geiger, Stefan Widmer) und Box (Album Bruch (2008), mit Alexandre Maurer, Christian Gschwend, Niklaus Hürny, Kaspar von Grünigen). Mit Grünigen und dem Schlagzeuger Fabian Bürgi bildete er sein FM-Trio, mit dem seit 2007 vier Alben entstanden. Harald Rehmann verortet die Musik von Müllers FM-Trio „im Spannungsfeld zwischen Feinstruktur auf der einen Seite und Hochenergie, ja Ekstase auf der anderen“; der Jazzredakteur des Deutschlandfunks verglich das Trio mit dem deutschen Pablo-Held-Trio oder dem Trio von Colin Vallon.
Müller nahm 2010 im DRS-Studio Zürich sein Solo-Debütalbum Monolog (Unit Records) auf. Seit Beginn der 2010er-Jahre spielt er weiterhin im Augur Ensemble (mit Anni Elif Egecioglu, Eirik Dørsdal, Jon Fält, Kaspar von Grünigen). Mit dem Saxophonisten Reto Suhner nahm er die Duoproduktionen Schattenspiel (Between the lines; 2014) und Am Grund auf. 2015 erhielt er den IBK Förderpreis Jazz. Die Jury würdigte ihn aufgrund seines ausdrucksstarken und klaren Klavierspiels und seiner frischen Kompositionen: „Sein vielseitiger Zugang zum Jazz zeigt seine Offenheit und Neugierde an klanglichen Entdeckungen, die er bewusst und kontinuierlich in unterschiedlichsten Formationen sucht.“

## Diskographische Hinweise
- FM Trio: Moment (Altrisuoni, 2007)
- Jalazz: Tvoj Tien (Altrisuoni, 2009)
- FM Trio: Ligne Libre (Altrisuoni, 2009)
- FM Trio:  Objects & Animals (Bottom,  2011)
- Augur Ensemble: The Daily Unknown (Bottom Records, 2013)
- Box: Erosion (Unit Records, 2013)
- FM Trio: Satt (WhyPlayJazz, 2016)
- Augur Ensemble: Gästezimmer (NAORCD, 2018)